# O2 Czech Republic

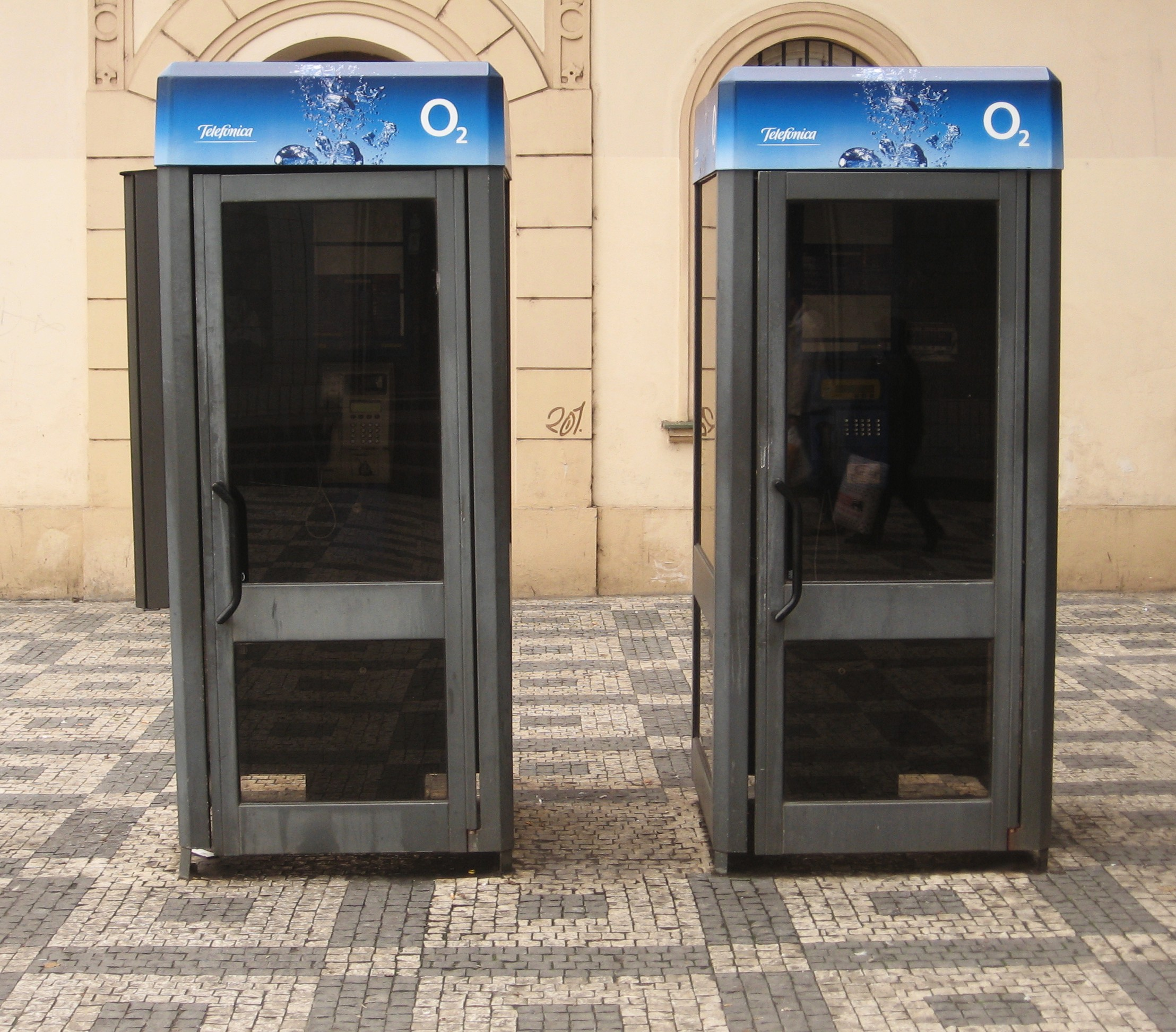
Budki telefoniczne operatora Telefónica O2

O2 Czech Republic a.s. (daw. Český Telecom) – największe przedsiębiorstwo telekomunikacyjne w Czechach.
Świadczy usługi rozmów stacjonarnych, jest jednym z trzech czeskich operatorów GSM oraz jednym z trzech operatorów UMTS w tym kraju. Powstała z połączenia dostawcy usług telekomunikacyjnych Český Telecom i operatora komórkowego Eurotel. Została przejęta w 2005 roku przez hiszpańską firmę Telefónica. 

## Sponsoring
- W latach 2006–2010 firma była sponsorem głównym i tytularnym rozgrywek czeskiej ekstraligi w hokeju na lodzie pod nazwą O2 Extraliga.
- O2 Arena – hala sportowo-widowiskowa w Pradze, także lodowisko klubu Slavia Praga.